# Liên minh miền Trung

Các tiểu bang năm 1861
Những bang của Liên bang nơi chế độ nô lệ bị cấm
Lãnh thổ Hoa Kỳ, dưới sự kiểm soát của Quân đội Liên minh
Những bang cho phép chế độ nô lệ nhưng không ly khai
Những bang ly khai trước ngày 15 tháng 4 năm 1861
Những bang ly khai sau ngày 15 tháng 4 năm 1861

Liên minh miền Trung (tiếng Anh: Central Confederacy) là một quốc gia được đề xuất bao gồm các bang của Mỹ nằm ở những bang vùng biên giới và miền trung trước khi Nội chiến Hoa Kỳ bùng nổ vào năm 1861.

## Bối cảnh
Vào tháng 12 năm 1860 và tháng 1 năm 1861, bảy bang ở miền nam nước Mỹ tuyên bố ly khai khỏi Hoa Kỳ sau cuộc bầu cử năm 1860 của Abraham Lincoln, vì lo sợ rằng ông này sẽ làm tổn hại đến thể chế nô lệ. Những bang miền nam này lập ra Liên minh miền Nam Hoa Kỳ.
Một số nhân vật nổi bật ở miền Bắc, các bang Biên giới và Thượng Nam đề nghị Mỹ nên cho phép các bang miền nam ly khai một cách hòa bình. Ở các bang Biên giới và Thượng Nam, cũng có những người muốn bang của họ gia nhập Liên minh miền Nam. Cựu Dân biểu John Pendleton Kennedy và Thống đốc Thomas Hicks, cả hai đều thuộc Maryland, đã kêu gọi thành lập một Liên minh miền Trung bao gồm các bang Virginia, Kentucky, Tennessee, Missouri, North Carolina và Maryland.

## Kế hoạch
Kennedy từng xuất bản một cuốn sách nhỏ có nhan đề The Border States vào ngày 15 tháng 12 năm 1860, đề xuất sự ly khai và liên minh của sáu bang biên giới: Virginia, Kentucky, Tennessee, Missouri, North Carolina và Maryland. Hicks ủng hộ kế hoạch này trong lá thư ngày 2 tháng 1 năm 1861 gửi Thống đốc Delaware William Burton. Khi Liên minh miền Nam được hình thành một cách hòa bình, tình cảm của báo chí và người dân Maryland, Delaware, New Jersey, Pennsylvania và New York lên đến mức cao nhất đối với việc thành lập Liên minh miền Trung. Tuy nhiên, lời hùng biện này đã bị đảo ngược sau cuộc tấn công của quân miền Nam vào Pháo đài Sumter.